# Dictionnaire des Antiquités Grecques et Romaines
De Dictionnaire des Antiquités grecques et romaines van Charles Victor Daremberg en Edmond Saglio is een Frans naslagwerk van tien delen op oudheidkundig gebied die tussen 1877 en 1919 verschenen in het Parijse tijdschrift Hachette. De volledige titel is:
Dictionnaire des Antiquités grecques et romaines d'après les textes et les monuments contenant l'explication des termes qui se rapportent aux mœurs, aux institutions, à la religion, aux arts, aux sciences, au costume, au mobilier, à la guerre, à la marine, aux métiers, au monnaies, poids et mesures, etc., etc., et en général à la vie publique et privée des anciens.
Het werk wordt inmiddels wat zijn opzet en inhoud betreft als verouderd beschouwd, maar was in zijn tijd de meest representatieve encyclopedie en als zodanig een prestige-object in de concurrentie met de oudheidwetenschappen in andere landen, en dan vooral die in Duitsland.